# لیسی (ایندیانا)
لیسی (به انگلیسی: Lacy) یک منطقهٔ مسکونی در ایالات متحده آمریکا است که در شهرستان مارتین، ایندیانا واقع شده‌است. لیسی ۱۸۹ متر بالاتر از سطح دریا واقع شده‌است.